# Lomba da Pedreira (Nordeste)
A Lomba da Pedreira (Nordeste) uma aldeia concelho do Nordeste, ilha de São Miguel.
Esta aldeia localiza-se a elevada altitude nos confins da ilha de São Miguel entre a localidade Lomba do Moio e Água Retorta. Encontra-se rodeada de pastagens e tem como principal actividade económica a agricultura.
Nas suas imediações encontra-se a Ponta do Arnel, a Ponta da Marquesa, a Ponta do Sossego e a Fajã do Araújo.
Ali, havendo pedra de qualidade, logo o povo começou a explorar uma Pedreira, de onde advém o nome de Lomba da Pedreira do Nordeste. Alguns vindo de longe, de lugares como a Povoação por ali assentaram praça, construindo suas casas e quintais por terras que iam desbravando passo a passo. Um grupo deles eram até carvoeiros ou lenhadores. O lugar do Cinzeiro guardou essa história. Ali os lenhadores cortavam a madeira e os carvoeiros faziam o seu carvão. Por isso ao caminho que se localiza ao cimo do Moio e da Grota se denominou de Cinzeiro, topónimo que ainda hoje se conserva. Para o Leste do Cinzeiro fica o Arrebentão. Como o nome indica trata-se de uma zona do povoado muito íngreme e inclinada. O antigo trilho que levava da Vila do Nordeste à Povoação passava por aí. Ficava na encosta de uma elevação que se dá o nome de Pico. O Arrebentão fica bem ao cimo do Caminho da Lomba e para lá chegar deve-se subir uma bem inclinada vertente encimada por uma ermida do culto do Espírito Santo. Ali perto havia uma loja onde todo o pessoal em jornada, vendedores e caixeiros ambulantes, para e da Povoação paravam para fazerem o seu negócio. O tanque de lavar a roupa e o fontenário público ficavam no lado contrário a essa loja.
A Pedreira fica assim suspensa na altura rodeada de serras, e verdes “corredoiras” ou pedaços de terra dispostos em forma de terraços, fronteiriços ao eterno azul do Atlântico e aos abismos da Beira da Rocha. Beira-da-Rocha é mesmo o topónimo de uma outra secção do povoado que fica mesmo ao fundo do povoado, por detrás e abaixo da Igreja de Nossa Senhora da Luz e muito próximo do abismo e beira da rocha e que liga com as Grotas e o Moio, também terras baixas. O Caminho da Lomba liga essas zonas baixas às zonas altas e por isso se tornou o caminho para a igreja e o que mais movimento tem. Da igreja há um caminho que leva á Borda da Ladeira, de onde se avista a Fajã do Araújo e os pequenos casebres de passar Verão, ao fundo junto ao mar. A Pedreira trata-se de um lugar bucólico, de beleza natural impressionante. Como ainda existem matos à roda, denominadamente no Lombo Gordo e Lombo do Meio, e o povoado está cercado por serras, entre elas a Serra da Tronqueira, e de cepas de “novelões” ou hortênsias onde os verdes e azuis se misturam, torna-se um lugar onde facilmente nos quedamos ao sublime. Por isso o povo da Pedreira do Nordeste e afável e até poético. Lavradores por tradição, muitos deles partiram em busca de outros horizontes, para o Brasil, Estados Unidos, Canada e Bermuda. Para onde quer que foram levaram consigo o culto da Natureza. Dêem-lhe uma serra, uma paisagem alpina, com muitos matos, ribanceiras, grotas e ladeiras, um pouco de mar ao fundo e aí estão eles, o Povo da Pedreira, um povo da Beira Alta ou Alto Alentejo, Povo Açoriano do Nordeste.
A igreja da Pedreira do Nordeste, Açores é a de Nossa Senhora da Luz, inaugurada em 1872. Essa igreja foi construída por vontade do povo, que arduamente contribuiu para a sua construção. O povo decidiu construir a sua própria igreja após terem encontrado na praia do Lombo Gordo uma estátua que dera à costa. Nessa altura deliberaram construir uma capelinha. Alguns eram da opinião de que se deveria construir uma igrejinha ali mesmo junto à praia. Depois de alguma deliberação acordaram em construir a sua igrejinha mais próximo do povoado. Resolveram que o terreno seria no alto perto do caminho para a Fajã do Araújo, ao fundo do caminho da Lomba.*
Silvério Gabriel de Melo
Miradouro da Ponta do Sossego